# 1832 Mrkos
Mrkos (asteroide 1832) é um asteroide da cintura principal com um diâmetro de 30,78 quilómetros, a 2,8538086 UA. Possui uma excentricidade de 0,1106028 e um período orbital de 2 099,38 dias (5,75 anos).
Mrkos tem uma velocidade orbital média de 16,62754738 km/s e uma inclinação de 14,97389°.
Este asteroide foi descoberto em 11 de agosto de 1969 por Lyudmila Chernykh.
Seu nome é uma homenagem ao astrónomo checo Antonin Mrkos.